# 피츠로이산

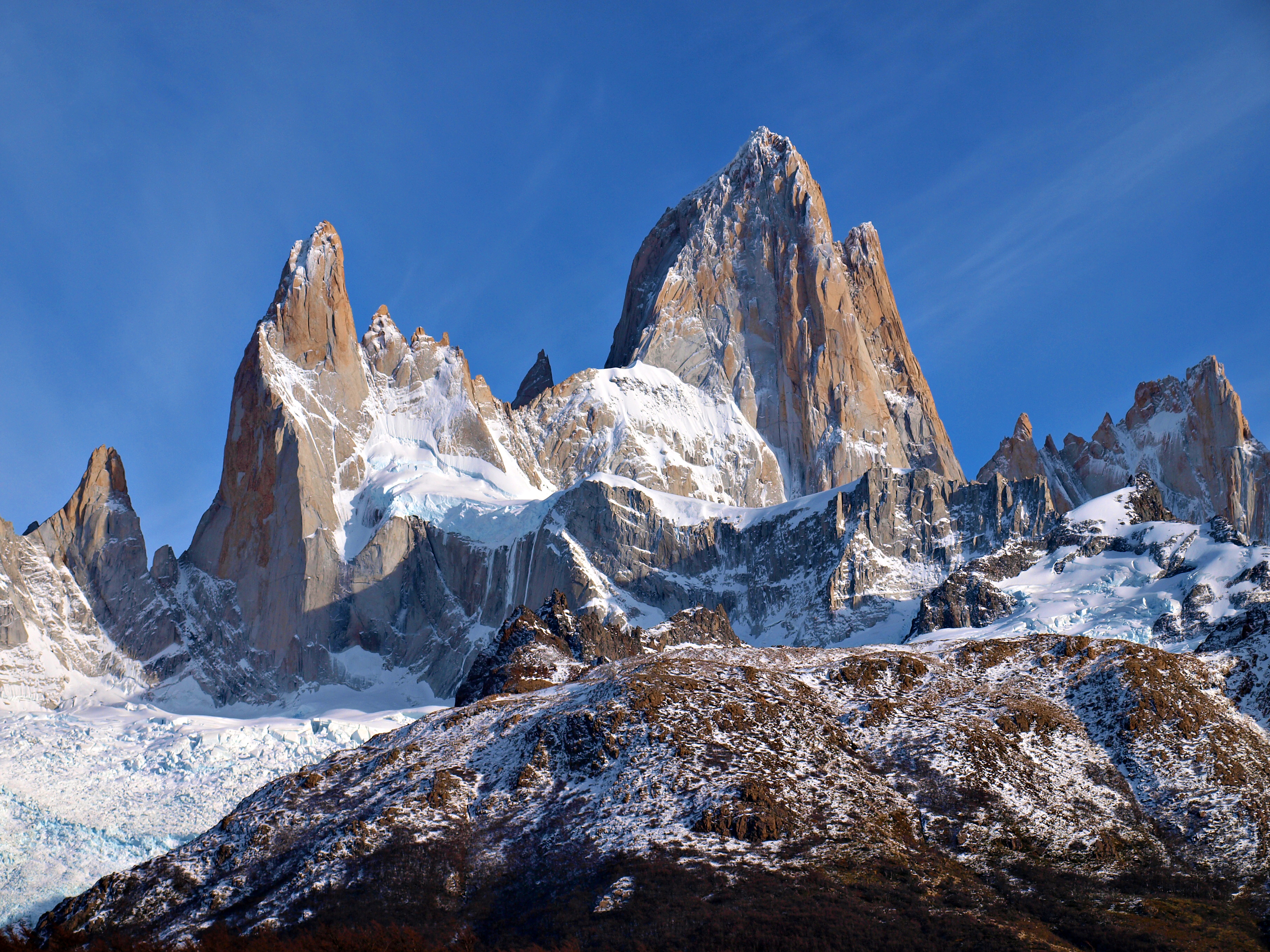
피츠로이산

피츠로이산(Fitz Roy)은 아르헨티나 칠레 남부 파타고니아 지방 안데스산맥에 있는 산이다. 해발 3,375m이다. 세계유산에 등록된 로스글라시아레스 국립공원의 일부를 이룬다. 베르나르도 오 히긴스 국립공원에도 위치하고 있다.

## 같이 보기
- 로스글라시아레스 국립공원
- 오이긴스호